# Thuppakki
Thuppakki est un film indien de Kollywood réalisé par A. R. Murugadoss, sorti le 13 novembre 2012. 
Le film met en vedette Vijay, Kajal Agarwal et Vidyut Jamwal. Le film est un succès critique et commercial notable aux box-office.

## Synopsis
Lors d'une permission, Jagdish (Vijay), des forces spéciales, tente de neutraliser une cellule terroriste composée d'agents dormants perpétrant des attentats sur le sol indien. S'engage alors pour le soldat d'élite, une course contre la montre, pour enrayer le processus meurtrier...

## Distribution
- Vijay : Jagdish
- Kajal Agarwal : Nisha
- Vidyut Jamwal : Jamal
- Sathyan : Balaji
- Jayaram : V. Ravichandr
- Zakir Hussain : Kameeruddin
- Deepthi Nambiar : Sanjana
- Manobala : père de Nisha
- Anupama Kumar : mère de Nisha
- Akshara Gowda : Swetha

## Accueil

### Box-office
94 crose

### Critique
Thuppakki reçoit de bonnes critiques. La capacité du réalisateur à faire un film d'action à la fois distrayant et intelligent est soulignée de même que la qualité de l'équipe technique et de l'interprétation des deux acteurs, Vijay et Vidyut Jamwal.